# Stefan Olsdal
Stefan Olsdal (ur. 31 marca 1974 w Göteborgu) – muzyk pochodzenia szwedzkiego, członek grupy Placebo.

## Życiorys
Gra na pianinie i gitarach, głównie basowej. Muzycznymi inspiracjami są dla niego zespoły takie jak Depeche Mode, ABBA czy Iron Maiden.
Uczęszczał do tego samego liceum, w którym uczył się Brian Molko, ale nie zetknęli się wtedy ze sobą. Jego kariera muzyczna zaczęła się około roku 1987, kiedy grał w szkolnej orkiestrze na bębnach. Po pewnym czasie uświadomił sobie, że chciałby występować bliżej publiczności, zaczął więc ćwiczyć grę na gitarze basowej. Jego pierwszym instrumentem był Fender Precision, zakupiony, ponieważ na takiej gitarze grał jego idol, Steve Harris z Iron Maiden. Oprócz udzielania się w orkiestrze Olsdal grał w szkolnej drużynie koszykarskiej.
Kolejnym etapem w jego życiu było objęcie stanowiska w jednym z czasopism dla basistów, przy jego współpracy został wydany jednak tylko jeden numer. Później zaczęła się era Placebo, kiedy pewnego ranka na stacji metra South Kingston przypadkiem spotkał Briana Molko i dał się zaprosić na jego występ. Muzycy bardzo się zaprzyjaźnili, w rezultacie czego powstał zespół Ashtray Heart. Początkowo grali do automatu perkusyjnego, co jednak ich nie satysfakcjonowało, Stefan zaprosił więc do zespołu swojego przyjaciela, Roberta Schultzberga. Okazało się to pomyłką, bo ten, będąc w stanie permanentnego konfliktu z pozostałymi członkami zespołu, a zwłaszcza z Brianem, ostatecznie odszedł.
W 1998 roku Olsdal zagrał epizodyczną rolę w filmie Velvet Goldmine. Oprócz grania w Placebo jest zaangażowany w DJ-ski projekt Materia, współtworzy też trio Hotel Persona. Obecnie mieszka w Londynie.
Jest osobą otwarcie przyznającą się do swojej orientacji homoseksualnej.

## Dyskografia
- Bio-Tek – Punishment For Decadence (1999)[3]
- Bosé – Papito (2007)[4]
- Mina – Learn To Fly (2007)[5]
- Solar Fake – Resigned (2009)[6]
- Emma Hewitt – Burn The Sky Down (2012)[7]